# Jethro Teall
Jethro Justinian Harris Teall (Northleach, Gloucestershire, 5 de janeiro de 1849 – Londres, 2 de julho de 1924 na ciência) foi um geólogo britânico.
Foi eleito Fellow of the Royal Society em 1890. Ganhou a Medalha Bigsby de 1889 e a medalha Wollaston de 1905, ambas atribuídas pela Sociedade Geológica de Londres.
O mineral teallite foi nomeado em sua honra.